# مرض فيروس كورونا 2019
مرض فيروس كورونا 2019 (بالإنجليزية: Coronavirus disease 2019)‏، أو كوفيد-19 (COVID-19) باختصار، ويُعرف أيضًا باسم المرض التنفسي الحاد المرتبط بفيروس كورونا المستجد 2019، هو مرضٌ تنفسي إنتاني حيواني المنشأ، يُسببه فيروس كورونا المرتبط بالمتلازمة التنفسية الحادة الشديدة النوع 2 (سارس كوف 2). هذا الفيروس قريبٌ جدًا من فيروس سارس. اكتُشف الفيروس المستجد لأول مرة في مدينة ووهان الصينية عام 2019، وانتشر حول العالم منذ ذلك الوقت مسببًا جائحة فيروس كورونا العالمية. ومنذ بداية الجائحة ولغاية اليوم، تم الإبلاغ عن أكثر من 668٬843٬945  مليون إصابة بفيروس كورونا في كافة دول العالم، مما أدى إلى أكثر من 6٬739٬355  مليون حالة وفاة. وتُقدر نسبة عدد الوفيات إلى عدد الإصابات المشخصة بنحو 3.4% لكنها تختلف تبعًا للعمر ووجود أمراض أخرى.
تتضمن الأعراض الشائعة للمرض الحمى والسعال وضيق النفس، أما الآلام العضلية وإنتاج القشع وألم الحلق فليست أعراضًا شائعة. في حين تسلك معظم الإصابات مسارًا حميدًا قليل الأعراض، يتطور عدد منها إلى أشكال أكثر خطورة مثل ذات الرئة الشديدة والاختلال العضوي المتعدد. في حين أن غالبية الحالات المصابة تعاني من أعراض خفيفة مثل الزكام، لكن المصابين بمتلازمة الضائقة التنفسية الحادة (ARDS) قد يعانون من فشل في عدد من الأعضاء، وصدمات إنتانية، وجلطات دموية. تتراوح المدة الزمنية الفاصلة بين التعرض للفيروس وبداية الأعراض من يومين إلى 14 يومًا، بمعدل وسطي هو خمسة أيام. لوحظ ضرر طويل الأمد للأعضاء (على وجه الخصوص الرئتين والقلب)، وهناك قلق بشأن عدد كبير من المرضى الذين تعافوا من المرحلة الحادة من المرض ولكنهم ما زالوا يعانون من مجموعة من الأعراض - بما في ذلك الإرهاق الشديد وفقدان الذاكرة والمشكلات الإدراكية الأخرى، وحمى خفيفة وضعف العضلات وضيق التنفس، وأعراض أخرى - لعدة أشهر بعد الشفاء.
ينتشر الفيروس في العادة بين الأشخاص أثناء الاتصال الوثيق بينهم، غالبًا عبر قطرات صغيرة من الرذاذ تنتج عن طريق السعال والعطس والتحدث. تسقط هذه القطرات عادةً على الأرض أو على الأسطح بدلا من السفر عبر الهواء لمسافات طويلة. في الحالات الأقل شيوعا، قد يصاب بعض الأشخاص بالمرض عن طريق لمس الأسطح الملوث ثم لمس وجههم. يكون الفيروس أكثر قابلية للعدوى خلال الأيام الثلاثة الأولى بعد ظهور الأعراض، على الرغم من أن العدوى ممكن أن تحدث قبل ظهور هذه الأعراض ومن أشخاص لا تظهر عليهم أعراض المرض. بالإضافة إلى ذلك، يوصى باستخدام غطاء الوجه لأولئك الذين يشكون في أن لديهم الفيروس والذين يقدمون الرعاية لهم. تتعارض توصيات تغطية الوجه التي يستخدمها الناس، مع توصية بعض السلطات لهم، بعضهم ضدهم، والبعض الآخر ينصحهم باستخدامها. هناك أدلة محدودة على أو ضد استخدام الأقنعة (الطبية أو غيرها) من قبل الأفراد المعافين في مجتمعنا. فتنتقل العدوى عادة من شخص إلى آخر بالقطيرات التنفسية الناتجة عن السعال أو العطاس. تتراوح المدة الزمنية الفاصلة بين التعرض للفيروس وبداية الأعراض من يومين إلى 14 يومًا، بمعدل وسطي هو خمسة أيام. طريقة التشخيص المعيارية هي إجراء مسحة (PCR) مأخوذة من البلعوم الأنفي أو من الحلق. يمكن تشخيص الإصابة أيضًا من خلال جمع الأعراض وعوامل الخطر مع التصوير المقطعي المحوسب للصدر الذي يبدي علامات ذات الرئة.
تتضمن الإجراءات الهادفة إلى منع العدوى غسل اليدين بشكل متكرر والتباعد الاجتماعي (المحافظة على مسافة كافية بين الأفراد) وتجنب لمس الوجه. يُنصح بارتداء الأقنعة الطبية لمن يُشتبه بحملهم للفيروس وللأشخاص الذين يعتنون بهم بينما لا يُنصح عامة الشعب بارتدائها. فيما يخص الوقت الحالي، توصي كل من مراكز السيطرة على الأمراض والوقاية منها (CDC) ومنظمة الصحة العالمية الآن بارتداء الأقنعة لعامة الناس في الأماكن العامة، (على الرغم من أن كلتا المنظمتين أبلغتا بعكس ذلك تمامًا في بداية اندلاع الوباء). قد يكون هذا التغير قد أثار الحيرة بين عامة الناس حول فائدة الأقنعة. لكن خبراء الصحة يقولون أن الدليل أصبح واضحاً على أن الأقنعة يمكن أن تساعد في منع انتشار الجائحة وأنه كلما زاد عدد الأشخاص الذين يرتدون الأقنعة، كان ذلك أفضل. لا يجب ارتداء الأقنعة للأطفال الذين تقل أعمارهم عن سنتين (أو حتى خمس سنوات) أو أي شخص يعاني من صعوبة في التنفس أو أي شخص عاجز أو غير قادر على إزالة القناع دون مساعدة وبعض الحالات الخاصة الأخرى.
يوجد الآن لقاح لفيروس كورونا أبرزها لقاح اوكسفورد، واسترازينيكا، ولقاح فايزر-بيونتك وسينوفارم.
أعلنت منظمة الصحة العالمية اعتبار تفشي فيروس كورونا 2019-20 جائحة عالمية وحالة طوارئ الصحة العامة محل الاهتمام الدولي. وُجدت أدلة على الانتشار المحلي للمرض في الأقاليم الست التابعة لمنظمة الصحة العالمية.

## المصطلحات
أعلنت منظمة الصحة العالمية في الحادي عشر من فبراير 2020 أن كوفيد-19 هو الاسم الرسمي للمرض. أشار المدير العام لمنظمة الصحة العالمية تيدروس أدهانوم غيبريسوس إلى أن مقطع «كو» يشير إلى «كورونا» ومقطع «في» يشير إلى «فيروس» ومقطع «د» يعني داء (بالإنجليزية disease)، أما رقم 19 فيشير إلى العام، إذ أُعلن عن تفشي المرض الجديد بشكل رسمي في الحادي والثلاثين من ديسمبر عام 2019. ذكر تيدروس أن الهدف من اختيار الاسم كان تجنب ربط المرض بمنطقة جغرافية معينة (أي الصين) أو نوع من الحيوانات أو مجموعة من البشر، بما يتماشى مع التوصيات الدولية الهادفة إلى تسمية الأمراض بشكل يمنع تحريض الوصم الاجتماعي.
في حين يدعى المرض باسم كوفيد-19، تدعو منظمة الصحة العالمية الفيروس المسؤول عن المرض باسم فيروس كورونا 2 المرتبط بالمتلازمة التنفسية الحادة الشديدة (سارس كوف 2). كان الفيروس قبل ذلك يدعى باسم فيروس كورونا المستجد 2019. تستخدم منظمة الصحة العالمية أيضًا تسمية «فيروس كوفيد-19» و«الفيروس المسؤول عن كوفيد-19» في الخطابات العلنية.

## الأعراض والعلامات
دراسة حديثة وجدت أن الأعراض تأتي في مجموعات، وبناء على ذلك هناك 6 أنواع من مرض كوفيد-19 الناجم عن الإصابة بفيروس كورونا.
قد يكون المصابون بعدوى المرضين غير عرضيين، أو تتطور لديهم أعراض شبيهة بالإنفلونزا مثل الحمى والسعال وضيق التنفس. يُعتبر الإسهال والأعراض التنفسية العلوية مثل العطاس وسيلان الأنف من الأعراض الأقل شيوعًا. يمكن أن تتطور الحالات إلى الإصابة بذات الرئة أو الاختلال العضوي المتعدد لدى مجموعات الخطر.
الحمى هي أكثر الأعراض شيوعًا، على الرغم من أن بعض كبار السن والذين يعانون من مشاكل صحية أخرى يعانون من الحمى لاحقًا خلال فترة المرض. في إحدى الدراسات، أصيب 44% من الأشخاص بالحمى بينما استمر 89% في الإصابة بالحمى في مرحلة ما أثناء دخولهم المستشفى. عدم وجود حمى لا يثبت خلو الشخص من المرض.
تشمل الأعراض الشائعة الأخرى السعال، وفقدان الشهية، والتعب، وضيق التنفس، خروج بلغم، وآلام العضلات والمفاصل. وقد لوحظت أعراض بنسب متفاوتة مثل الغثيان والقيء والإسهال. الأعراض الأقل شيوعا تشمل العطس أو سيلان الأنف أو التهاب الحلق. تعرضت بعض الحالات في الصين في البداية إلى ضيق الصدر والخفقان فقط. وقد أدى بعد ذلك إلى ضعف الإحساس بالرائحة أو اضطرابات في المذاق. 30 ٪ فقط من الحالات المؤكدة تعرضوا لفقدان حاسة الشم في جنوب كوريا.
كما هو شائع مع الإصابة بالأمراض، هناك تأخير بين لحظة إصابة الشخص لأول مرة ووقت ظهور الأعراض عليه. وهذا ما يسمى بفترة الحضانة. فترة الحضانة لفيروس كورونا عادة ما تكون من خمسة إلى ستة أيام وقد تتراوح بين يومين إلى 14 يومًا، على الرغم من أن 97.5% من الأشخاص المصابين ظهرت عليهم الأعراض في غضون 11.5 يومًا من الإصابة.
| العرض                   | نسبة حدوثه |
| الحمى                   | 87.9%      |
| السعال الجاف            | 67.7%      |
| التعب العام             | 38.1%      |
| إنتاج القشع             | 33.4%      |
| ضيق التنفس              | 18.6%      |
| آلام العضلات أو المفاصل | 14.8%      |
| ألم الحلق               | 13.9%      |
| الصداع                  | 13.6%      |
| العرواءات               | 11.4%      |
| الغثيان والقيئ          | 5.0%       |
| الإسهال                 | 3.7%       |
| نفث الدم                | 0.9%       |
| احتقان الملتحمة         | 0.8%       |

تتراوح فترة الحضانة بين يومين وأسبوعين، ويُقدر متوسط هذه الفترة بنحو خمسة إلى ستة أيام وفقًا لمنظمة الصحة العالمية. يُقدر الوقت التقريبي منذ بداية الأعراض إلى بداية التحسن السريري للحالات الخفيفة من المرض بأسبوعين، ويصل إلى 3-6 أسابيع في الحالات الشديدة أو الحرجة. تشير الأدلة الأولية إلى أن الفترة الزمنية بين بداية الأعراض وتطور الشكل الشديد من المرض –والذي يشمل نقص الأكسجة– تُقدر بأسبوع. تتراوح الفترة الزمنية بين بداية الأعراض والوفاة لدى ضحايا المرض بين أسبوعين وثمانية أسابيع.
وجدت دراسة أُجريت في الصين أن التصوير المقطعي المحوسب أبدى ارتشاحات بمظهر الزجاج المغشى في 56% من الحالات، لكن 18% منهم لم يبدوا أي علامات شعاعية. قُبل 5% منهم في وحدات العناية المركزة، واحتاج 2.3% إلى دعم تنفسي ميكانيكي وتوفي 1.4%. تعتبر علامة الزجاج المغشى المحيطية وثنائية الجانب أكثر الموجودات نوعية على التصوير المقطعي المحوسب. يعتبر التكثف والارتشاحات الخطية وعلامة الهالة العكسية من الموجودات الشعاعية الأخرى للمرض.
في البداية، تكون الآفات مقتصرة على رئة واحدة، لكن ومع انتشار المرض، تبدأ العلامات بالظهور في الرئتين لدى 88% من «المرضى المتأخرين» المشاركين في الدراسة الإحصائية (المرضى الذين فصلت بين ظهور الأعراض لديهم وإجراء التصوير المقطعي المحوسب مدة 6 أيام إلى 12 يومًا.
لوحظ أيضًا أن الأطفال يعانون من أعراض خفيفة بالمقارنة مع البالغين.
في مارس 2020، وجد أن فقدان حاسة الشم من بين الأعراض الشائعة لكوفيد-19، على الرغم من أنه ربما ليس شائعًا بالقدر الذي تم الإبلاغ عنه في البداية. كما تم الإبلاغ عن ضعف حاسة الشم واضطرابات المذاق.
قلة من الحالات لا تظهر عليها أي أعراض ملحوظة. غالبًا لا يتم إجراء الاختبار لهذه الحالات التي لا تظهر عليها أعراض، ودورها في انتقال العدوى غير معروف تماما حتى الآن؛ ومع ذلك، تشير الأدلة الأولية إلى أنها قد تساهم في انتشار المرض. نسبة المصابين الذين لا تظهر عليهم أعراض غير واضحة حتى مارس 2020، حيث أفادت المراكز الكورية لمكافحة الأمراض والوقاية منها (KCDC) أن 20% من الحالات المؤكدة ظلت بدون أعراض أثناء إقامتهم في المستشفى.

### سير المرض والمضاعفات
يمكن أن يسلك المرض ثلاثة مسارات أساسية. أولًا، يمكن أن يمر كمرض خفيف مشابه لأمراض الجهاز التنفسي العلوي الشائعة. الاحتمال الثاني هو ذات الرئة أي إصابة الجزء السفلي من الجهاز التنفسي. أما الطريق الثالث، وهو الأكثر خطورة، فهو تطور المرض بسرعة إلى متلازمة الشدة التنفسية الحادة.
يرتبط العمر المتقدم وارتفاع قيمة ديمر-دي (وهو مؤشر يدل على تفعيل ردة الفعل التخثرية لجهاز الدوران) فوق 1ميكروغرام/ميليلتر لدى قبول المريض، وارتفاع مشعر سوفا (مقياس سريري يقدر وظيفة عدد من الأجهزة الاستقلابية والأعضاء مثل الرئتين والقلب والكبد والكليتين...) مع ازدياد احتمال تطور المرض نحو الأسوأ. إضافة إلى ذلك، يرتبط ارتفاع مستوى الإنترلوكين-6 والإنزيم القلبي عالي الحساسية تروبونين آي وإنزيم نازع هيدروجيناز اللاكتات ونقص الخلايا اللمفاوية في تعداد الدم بأشكال أكثر خطورة من المرض. تشمل اختلاطات كوفيد-19 إنتان الدم والاختلاطات القلبية (قصور القلب أو اضطرابات نظم القلب)، ويزداد احتمال حدوثها لدى المصابين بأمراض قلبية سابقة. إضافة إلى ذلك، لوحظت حالة من فرط التخثر لدى 90% من المصابين بذات الرئة الناتجة عن الفيروس.

## السبب

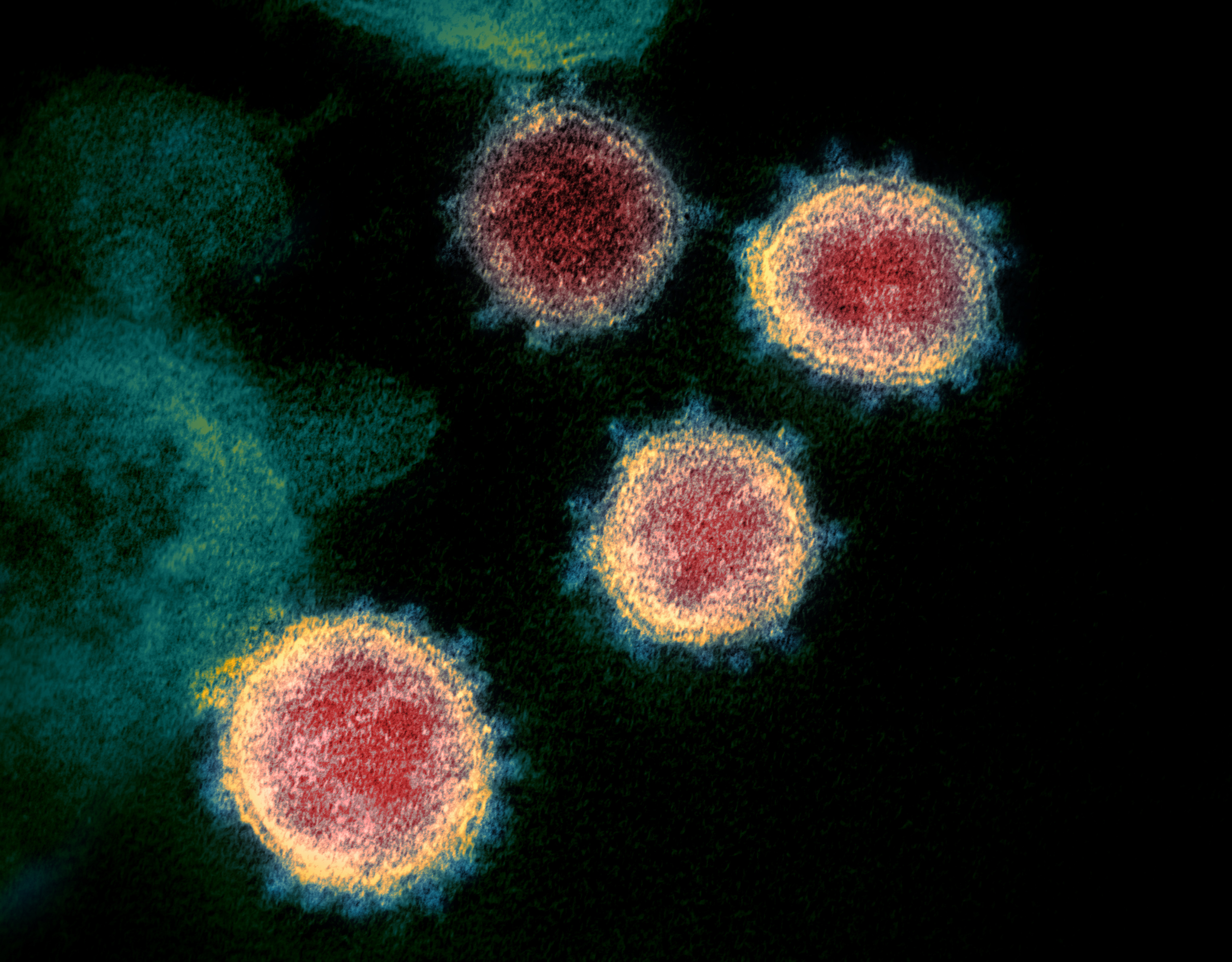
صورة ميكروسكوبية تظهر فيروس SARS-CoV-2. المسامير الموجودة على الحافة الخارجية لجزيئات الفيروس تشبه التاج، ومن هنا جاء الاسم المميز للمرض.

يتسبب في هذا المرض فيروس كورونا المرتبط بالمتلازمة التنفسية الحادة الشديدة النوع 2 (SARS-CoV-2)، وقد كان يُشار له مسبقاً باسم الفيروس التاجي 2019(2019-nCoV). ينتشر هذا الفيروس بشكل أساسي بين الأشخاص من خلال الرذاذ والقطرات الصادرة عن الجهاز التنفسي من خلال السعال والعطاس. يمكن أن يظل الفيروس حياً حتى ثلاثة أيام على الأسطح البلاستيكية والحديدية. بينما يبقى فيروس SARS-CoV-2 حياً حتى ثلاثة أيام على الأسطح أو لمدة ثلاثة ساعات في الهباء الجوي. عُثر على الفيروس أيضاً في البراز، لكن حتى آذار (مارس) 2020 لم يكن معروفاً بعد ما إذا كان انتقاله عن طريق فموي-شرجي ممكناً؛ لكن في هذه الحالات، من المتوقع أن تكون المخاطر منخفضة.
تعتبر الرئتان الأعضاء الأكثر تأثّراً بكوفيد-19 لأن الفيروس يصل إلى الخلايا من خلال إنزيم محول للأنجيوتنسين 2 الذي يتوفر بكثرة في الحويصلات الهوائية في الرئتين. يستخدم الفيروس بروتين سكري سطحي خاص يسمّى «سبايك spike» للاتصال بالإنزيم ودخل والخلية المضيفة. ترتبط كثافة إنزيم ACE2 في كل نسيج مع شدة المرض في ذلك النسيج، وقد اقترح البعض أن خفض نشاط الإنزيم قد يكون وقائياً، لكن ثمة رأي آخر يرى بأن زيادة الإنزيم باستخدام أدوية مضادات مستقبلات الأنجيوتينسن II يمكن أن يكون وقائياً وأن هذه الفرضيات تحتاج إلى اختبار. مع تقدّم المرض السنخي، قد يتطور الفشل التنفسي وقد يتبعه الموت.
يعتقد بأن الفيروس طبيعي وحيواني المنشأ، من خلال العدوى المنتشرة. انتقل الفيروس للمرة الأولى إلى البشر في ووهان في الصين، في شهر تشرين الثاني (نوفمبر) أو كانون الأول (ديسمبر) 2019، وأصبح مصدر العدوى الأساسي ينتقل من شخص إلى آخر بحلول أوائل كانون الثاني (يناير) 2020. حدثت أول إصابة معروفة في 17 تشرين الثاني (نوفمبر) 2019. بحلول 15 آذار (مارس) 2020، أُبلغ عن 67,790 حالة و3,075 وفاة بسبب الفيروس في مقاطعة هوبي؛ أما معدل الإماتة (CFR) فكان 4.54%.

## التشخيص

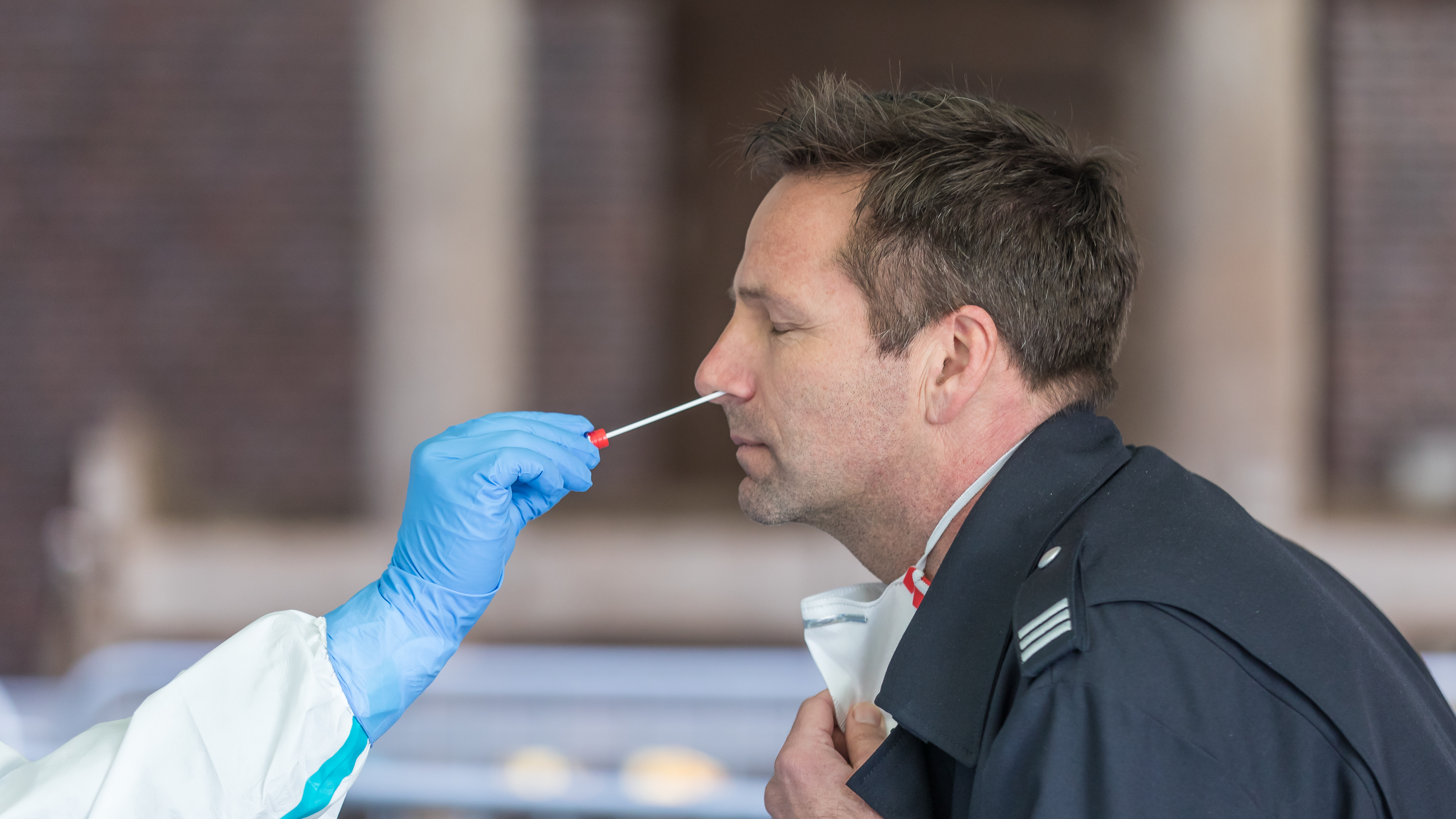
عملية أخذ عينة من المسحة البلعومية الأنفية لاختبار COVID-19

نشرت منظمة الصحة العالمية عدة بروتوكولاتٍ لاختبارات فيروس كورونا المستجد يستخدم اختبار تفاعل البوليمراز المتسلسل للنسخ العكسي (rRT-PCR). يمكن إجراء الاختبار على عينات من الجهاز التنفسي أو الدم. تظهر النتائج عمومًا في غضون ساعات قليلة إلى أيام.
تمكن علماء صينيون من عزل سلالة من فيروس كورونا ثم نشروا التسلسل الجيني بحيث يمكن للمختبرات في جميع أنحاء العالم تطوير اختبارات تفاعل البوليميراز المتسلسل (PCR) بشكلٍ مستقل للكشف عن الإصابة بالفيروس.
حتى تاريخ السادس والعشرين من فبراير عام 2020، لم يصل العلماء إلى اختبارات أجسام مضادة أو تحاليل جاهزة لنقطة الرعاية الصحية لكن الجهود ماضية في طريق تطويرها.

اقترحت التوصيات التشخيصية التي أصدرها مشفى زونغان التابع لجامعة ووهان طرقًا لتشخيص العدوى بناء على العلامات السريرية والخطورة الوبائية. تضمنت هذه المعايير تحديد الأشخاص الذين يملكون اثنتين على الأقل من الأعراض التالية بالإضافة إلى قصة سفر إلى ووهان أو تواصل مع أحد المصابين: الحمى أو العلامات الشعاعية لذات الرئة أو ثبات عدد الكريات البيض أو نقصها أو نقص عدد الخلايا اللمفاوية. أظهرت دراسة نشرها فريق من مشفى تونغجي في ووهان بتاريخ السادس والعشرين من فبراير عام 2020 أن التصوير المقطعي المحوسب يملك حساسية أعلى (98%) من تفاعل البلمرة التسلسلي (71%). يمكن أن تحدث النتائج السلبية الكاذبة نتيجة فشل العدة المخبرية، أو بسبب مشاكل في سحب العينة أو إجراء الاختبار. تعتبر النتائج الإيجابية الكاذبة نادرة نسبيًا.

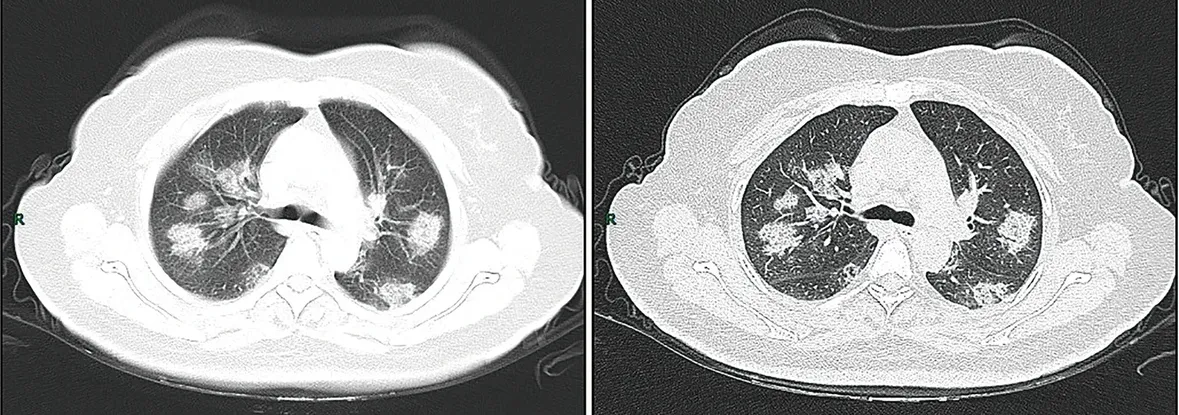
تصوير مقطعي محوسب لمصاب بالمرض
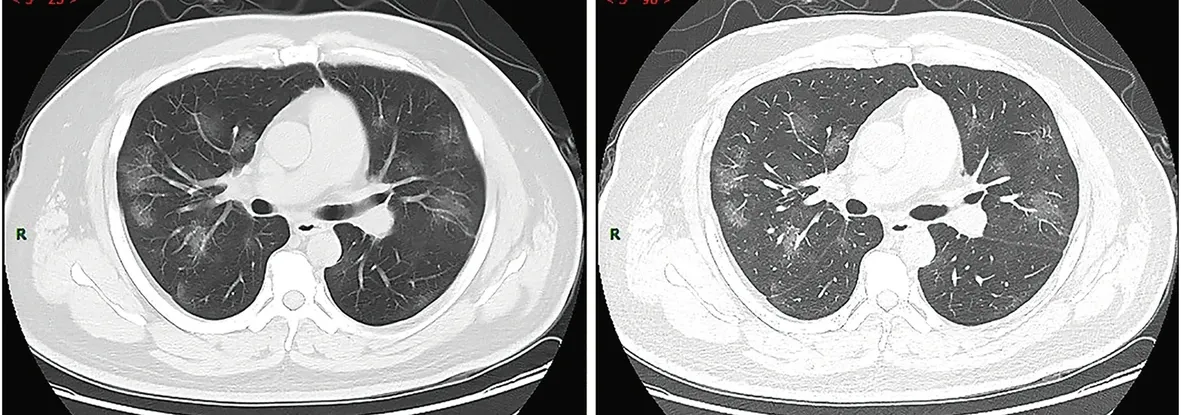
تصوير مقطعي محوسب لمرحلة سريعة من المرض

### علم الأمراض
تتوفر بيانات قليلة حول الآفات المجهرية والفيزيُولوجيا المرضيَّة لكوفيد-19. النتائج المرضية الرئيسية في تشريح الجثة هي [بحاجة لمصدر]:
- الفحصُ العِيانيّ: التهاب الجنبة والتهاب التامور وتضخم الرئة والوذمة الرئوية.
- يُمكن ملاحظة أربعة أنواع من شدة الالتهاب الرئوي الفيروسي:
  - الالتهاب الرئوي الطفيف: نضح مصلي طفيفة، نضح اللَّيفين طفيفة.
  - الالتهاب الرئوي المعتدل: وذمة رئوية، وتضخم في التنسج الرئوي، والتهابات رئوية كبيرة غير نمطية، والتهاب الخلالي مع تسلل الخلايا اللمفاوية وتشكيل الخلايا العملاقة المتعددة النوى.
  - الالتهاب الرئوي الحاد: التأذي السنخي المنتشر (DAD) مع إكسادات السنخية المنتشرة. DAD هو سبب متلازمة الضائقة التنفسية الحادة (ARDS) ونقص تأكسج الدم الحاد.
  - الشفاء من الالتهاب الرئوي: تنظيم الإفرازات في التجاويف السنخية والتليف الخلالي الرئوي.
  - كثرة البلازما عند غسل القصبات والأسناخ.[111]
- الدم: تخثر منتشر داخل الأوعية (DIC)[112] رد فعل كريات الدم البيضاء.[113]
- الكبد: تنكس دهني دقيق [بحاجة لمصدر].

## الوقاية

رسم بياني يظهر تأثير توزيع حالات العدوى على فترة زمنية طويلة، الأمر المعروف باسم «تسطيح المنحني»؛ يسمح خفض ذروة الانتشار للخدمات الصحية بتدبير عدد الأشخاص ذاته بشكل أفضل، كما يفتح المجال لإجراءات تحضيرات كافية.

الاحتمالات البديلة لتسطيح المنحني.

نظرًا لأنه من غير المتوقع توفر لقاح لفيروس كورونا 2 المرتبط بالمتلازمة التنفسية الشديدة قبل عام 2021 على أقل تقدير، يعتمد تدبير جائحة كوفيد-19 على خفض ذروة الجائحة، الأمر المعروف أيضًا باسم «تسطيح منحني الجائحة» من خلال عدة تدابير هادفة إلى خفض معدل ظهور إصابات جديدة. يساعد إبطاء انتشار الإصابة على تقليل احتمال إغراق الخدمات الصحية، الأمر الذي يسمح بحصول المصابين على عناية صحية أفضل، ويوفر وقتًا أكبر من أجل تطوير لقاح أو علاج نوعي.
تشبه الإجراءات الوقائية المنصوح بها لتقليل احتمال العدوى في المناطق الموبوءة إجراءات الوقاية التي نُشرت لفيروسات كورونا الأخرى: ابق في المنزل وتجنب السفر والنشاطات الاجتماعية واغسل يديك كثيرًا بالصابون والماء الساخن وطبق شروط النظافة التنفسية الجيدة وتجنب لمس عينيك أو أنفك أو فمك بيديك غير المغسولتين. تهدف وسائل الإبعاد الاجتماعي إلى تقليل احتكاك المصابين مع مجموعات كبيرة من خلال إغلاق المدارس وأماكن العمل وتقييد السفر وإلغاء التجمعات الكبيرة.
تبعًا لمنظمة الصحة العالمية، يُنصح باستخدام الكمامة الطبية إذا كان الشخص يسعل أو يعطس، أو عندما يعتني هذا الشخص بمصاب أو بمن يُشتبه بإصابته. فيما يخص الوقت الحالي، توصي كل من مراكز السيطرة على الأمراض والوقاية منها (CDC) ومنظمة الصحة العالمية بارتداء الأقنعة لعامة الناس في الأماكن العامة، (على الرغم من أن كلتا المنظمتين أبلغتا بعكس ذلك تمامًا في بداية اندلاع الوباء). قد يكون هذا التغير قد أثار الحيرة بين عامة الناس حول فائدة الأقنعة. لكن خبراء الصحة يقولون أن الدليل أصبح واضحاً على أن الأقنعة يمكن أن تساعد في منع انتشار الجائحة وأنه كلما زاد عدد الأشخاص الذين يرتدون الأقنعة، كان ذلك أفضل. من المهم اتباع التعليمات الخاصة بارتداء الأقنعة وعدم إهمالها وتنظيفها بالشكل الصحيح وغسل اليدين قبل خلعها وبعده.
بشكل عام، تنصح منظمة الصحة العالمية بعدم إجبار الأطفال الذين تقل أعمارهم عن سنتين (أو حتى خمس سنوات) على ارتداء الأقنعة. ينطبق هذا أيضًا على أي شخص يعاني من صعوبة في التنفس أو أي شخص عاجز أو غير قادر على إزالة القناع بنفسه من غير مساعدة بالإضافة إلى بعض الحالات الخاصة الأخرى. تجدر الإشارة إلى أن ارتداء القناع ليس بديلاً عن التباعد الاجتماعي. يجب الاستمرار في ارتداء الأقنعة بالإضافة إلى التباعد بمسافة 6 أقدام على الأقل، خاصةً في الأماكن العامة والداخلية حول الأشخاص الذين لا يعيشون مع بعضهم في نفس المنزل.
بهدف الوقاية من انتشار الفيروس، ينصح مركز مكافحة الأوبئة واتقائها في الولايات المتحدة الأمريكية ببقاء الأفراد المصابين في المنزل إلا في حال طلب المساعدة الطبية، والاتصال قبل الذهاب إلى مقدم الرعاية الصحية، وارتداء قناع الوجه لدى التعرض لشخص مصاب أو مكان يُشتبه بانتشار العدوى ضمنه، وتغطية الفم بمنديل عند السعال والعطاس، وغسل اليدين بانتظام بالماء والصابون وتجنب مشاركة الأدوات المنزلية الشخصية.
ينصح مركز مكافحة الأوبئة الأشخاص بأن يغسلوا أيديهم لمدة لا تقل عن 20 ثانية، خصوصًا بعد الذهاب إلى الحمام أو عندما تبدو اليدان متسختين وقبل الطعام وبعد تنظيف الأنف أو السعال أو العطاس. ينصح المركز أيضًا باستخدام معقم اليدين الكحولي ذي تركيز كحول لا يقل عن 60%، وذلك فقط في حال عدم وجود ما يكفي من الماء والصابون. تنصح منظمة الصحة العالمية بعدم لمس العينين أو الأنف أو الفم باليدين غير المغسولتين. يجب تجنب البصق في الأماكن العامة أيضًا.

## التدبير

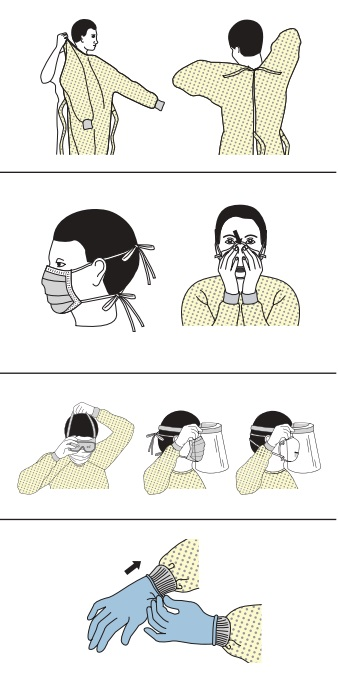
الخطوات الأربع لارتداء معدات الوقاية الشخصية.

حتى اللحظة، لم يصل الباحثون إلى أدوية نوعية مضادة للفيروس. يمكن تدبير الحالات المصابة من خلال العلاج الداعم مثل تعويض السوائل والدعم بالأكسجين، مع مراقبة ودعم الأعضاء الحيوية الأخرى التي قد تكون مصابة في الوقت ذاته. نشرت منظمة الصحة العالمية واللجنة الوطنية الصينية للصحة توصيات علاجية لعلاج الأشخاص المجبرين على الاستشفاء بسبب كوفيد-19. لا يُنصح باستخدام الميثيلبريدنيزولون إلا إذا اختلط المرض بحدوث متلازمة الضائقة التنفسية الحادة. جمع أطباء الأمراض الصدرية والعناية المشددة في الولايات المتحدة التوصيات العلاجية لعدد من الوكالات في مصدر واحد معروف باسم كتاب العناية المركزة على الإنترنت (آي بي سي سي). ينصح مركز مكافحة الأوبئة واتقائها كل من يشكل بحمله للفيروس أن يرتدي قناع وجه بسيط.
استُخدمت تقنية الأكسجة الغشائية خارج الجسم (إي سي إم أو) لتدبير مشكلة القصور التنفسي، لكن فوائد هذه التقنية ما تزال قيد الدراسة.

### معدات الوقاية الشخصية
يشمل تدبير حالات الإصابة بالفيروس اتخاذ الاحتياطات اللازمة لدى تقديم التداخلات العلاجية، خصوصًا عندما تشمل هذه التداخلات تنبيب المريض أو التهوية اليدوية التي تؤدي إلى تطاير القطيرات التنفسية.
حددت مركز مكافحة الأوبئة معدات الوقاية الشخصية وترتيب ارتدائها من قبل مقدم الرعاية الصحية عند التعامل مع شخص قد يكون مصابًا بكوفيد-19: 1) الرداء، 2) القناع الطبي أو قناع التنفس، 3) النظارات الواقية أو درع الوجه، 4) القفازات.

### التهوية الآلية
تمر غالبية حالات كوفيد-19 دون الحاجة إلى استخدام التهوية الآلية (المساعدة الصناعية لدعم تنفس المريض)، لكن نسبة من الحالات تحتاجها. تعتبر الحاجة إلى التهوية الآلية شائعة لدى المرضى المسنين (ذوي الأعمار فوق الستين وخصوصًا الذين تجاوزوا عامهم الثمانين). تعتبر الحاجة إلى التهوية الآلية أكثر أجزاء العلاج محدودية في التوفر داخل القطاع الصحي، والدافع الأهم لتسطيح المنحني (خفض سرعة انتشار إصابات جديدة وبالتالي تقليل عدد المرضى في وقت واحد).
وجدت دراسة صينية أن 5% من المصابين دخلوا إلى وحدات العناية المركزة، احتاج 2.3% منهم إلى الدعم التنفسي الميكانيكي، وتوفي 1.4% من المصابين.

### العلاج التجريبي
يمكن تجريب العلاجات المضادة للفيروسات لدى المصابين بشكل شديد من المرض. تنصح منظمة الصحة العالمية مشاركة المتطوعين في التجارب العلاجية التي تدرس فعالية وأمان العلاجات المقترحة. هناك أدلة تجريبية (غير مؤكدة) على فعالية دواء ريمديسيفير اعتبارًا من مارس 2020. تدرس الصين أيضًا إمكانية استخدام دواء لوبينافير/ريتونافير. نُصح باستخدام نيتازوكسانيد في تجارب أوسع على الكائنات الحية بعد إظهار تثبيط لفيروس كورونا 2 المرتبط بالمتلازمة التنفسية الحادة الشديدة عند استخدامه بتراكيز منخفضة.
خضع دواء كلوروكين، المستخدم عادة لعلاج الملاريا، للتجريب في الصين في فبراير 2020، مع إيجابية النتائج المبدئية. يملك الكلوروكين فوسفات طيفًا واسعًا من التأثيرات المضادة للفيروسات لذلك اقتُرح كعلاج للفيروس. أظهرت الدراسات المخبرية إمكانية الدواء تثبيط عمل الفيروس لذلك أصدرت مديرية كوانغدونغ الإقليمية للعلوم والتكنلوجيا واللجنة الصحية الإقليمية تقريرًا مفاده أن الكلوروكين فوسفات «يزيد من احتمال نجاح العلاج ويقلل من مدة بقاء المريض في المشفى» وينصح باستخدام الدواء على المصابين بالأشكال الخفيفة والمتوسطة والشديدة من ذات الرئة المرتبطة بالفيروس المستجد.
أُدخل دواء توسيليزوماب في التوصيات العلاجية التي أصدرتها اللجنة الصينية للصحة بعد إنهاء دراسة صغيرة في جامعة العلوم والتكنولوجيا في الصين. يخضع الدواء إلى تجارب ضمن خمسة مستشفيات في إيطاليا بعد أن أبدى نتائج إيجابية لدى المصابين بالشكل الشديد من المرض. بالمشاركة مع عيار فيريتين الدم من أجل تحري حدوث متلازمة إفراز السيتوكين (العاصفة السيتوكينية)، يهدف الدواء إلى معاكسة هذه التطورات، والتي يُعتقد أنها تسبب الوفاة لدى بعض المصابين بالمرض. وافقت إدارة الغذاء والدواء الأمريكية على استعمال حاصرات مستقبلات الإنترلوكين-6 لعلاج متلازمة إفراز السيتوكين الناتجة عن سبب آخر هو المعالجة بالخلايا التائية ذات مستقبل المستضد الخيمري (أحد العلاجات المناعية السرطانية) في عام 2017.

### تكنولوجيا المعلومات
في فبراير 2020، أطلقت الصين تطبيقًا محمولًا للتعامل مع تفشي المرض. يُطلب من المستخدمين إدخال أسمائهم وأرقامهم الوطنية التسلسلية. يمكن للتطبيق كشف «التماس القريب» مع مصاب من خلال كاميرات المراقبة وبالتالي تقدير الخطورة المحتملة لعدوى. يمكن لكل مستخدم أيضًا تحري حالة ثلاثة مستخدمين آخرين. في حال تسجيل التطبيق حالة خطرة محتملة، لا يكتفي بطلب العزل الشخصي من المستخدم، بل ويعلم السلطات الصحية المحلية.

### الدعم النفسي
قد يعاني المصابون من تأزم نفسي بسبب الحجر الصحي وتقييد السفر والآثار الجانبية للعلاج والخوف من الإصابة بحد ذاتها. من أجل مواجهة هذه المخاوف، أصدرت اللجنة الوطنية الصينية للصحة توصيات وطنية للتعامل مع الأزمات النفسية في السابع والعشرين من يناير عام 2020.

## الإنذار
عانى عدد كبير من ضحايا كوفيد-19 من مشاكل صحية سابقة، مثل ارتفاع ضغط الدم والداء السكري والداء القلبي الوعائي. في دراسة لبعض الحالات الباكرة، قُدر المتوسط الزمني بين بداية ظهور الأعراض والوفاة بأسبوعين، لكنه تراوح بشكل كامل بين ستة أيام وواحد وأربعين يومًا. في دراسة أجرتها اللجنة الوطنية للصحة في الصين، كان معدل الوفاة لدى الذكور 2.8% مقابل 1.7% لدى الإناث. بالنسبة إلى المصابين دون سن الخمسين لا يتجاوز احتمال الوفاة 0.5%، في حين يصل إلى أكثر من 8% لدى المرضى فوق سن السبعين. قد يلعب توفر المستلزمات الطبية والظروف الاجتماعية الاقتصادية للمنطقة دورًا في تحديد نسب الوفيات.
أظهر الفحص النسيجي المرضي للعينات الرئوية المأخوذة من المصابين بعد الوفاة أذية سنخية منتشرة وارتشاحات ليفية مخاطينية في كل من الرئتين. ظهرت تأثيرات الاعتلال الخلوي في الخلايا الرئوية. بشكل عام، أبدت الصورة العامة للعينات الرئوية مظهرًا مشابهًا للإصابة بمتلازمة الضائقة التنفسية الحادة.
لا يعرف العلماء حتى الآن فيما إذا كانت العدوى السابقة بالفيروس تؤمن للمصاب مناعة طويلة الأمد بعد التعافي من المرض. يُعتبر اكتساب المناعة أمرًا مرجحًا بالاعتماد على السلوك النمطي للفيروسات التاجية الأخرى، لكن بعض المتعافين من كوفيد-19 سجلوا في وقت لاحق نتائج مخبرية إيجابية للفيروس بعد الشفاء. ليس من المعروف حتى اليوم إن كانت هذه الإيجابية نتيجة إعادة التقاط العدوى أو نكس المرض السابق أو خطأ في التحليل المخبري.
وجدت إدارة مشافي هونغ كونغ انخفاضًا بنسبة 20% إلى 30% في السعة الرئوية الكلية لدى اثنين أو ثلاثة من بين اثني عشر شخصًا تعافوا من المرض. يشكو هؤلاء المتعافون من ضيق التنفس عند المشي بسرعة كبيرة. أظهرت الفحوص الماسحة للرئتين التي أجريت على تسعة مصابين في مشفى الأميرة مارغريت أنهم عانوا من أذى في الأعضاء.
في دراسة أجريت على الأطفال في الصين من بين حالات كوفيد-19 المثبتة مخبريًا أو المشكوك بها سريريًا، وُجد أن الأطفال من كافة الأعمار معرضون للمرض دون أي فوارق جنسية. من بين جميع الأطفال، كانت 4.4% من الحالات غير عرضية و50.9% من المصابين عانوا من أعراض خفيفة و38.8% عانوا من أعراض متوسطة و5.2% من الحالات كانت شديدة، أما الحالات الحرجة فمثلت نسبة 0.6%. حدثت وفاة واحدة لطفل بعمر أربعة عشر عامًا في المجموعة البشرية المدروسة.
النسبة المئوية لإماتة الحالة تبعًا للعمر والبلد
| العمر                             | 80+  | 70-79 | 60-69 | 50-59 | 40-49 | 30-39 | 20-29 | 10-19 | 0-9 |
| الصين اعتبارًا من 11 فبراير        | 14.8 | 8.0   | 3.6   | 1.3   | 0.4   | 0.2   | 0.2   | 0.2   | 0.0 |
| إيطاليا اعتبارًا من 16 مارس        | 19.2 | 11.8  | 3.2   | 1.0   | 0.3   | 0.2   | 0.0   | 0.0   | 0.0 |
| كوريا الجنوبية اعتبارًا من 17 مارس | 10.2 | 5.4   | 1.6   | 0.4   | 0.1   | 0.1   | 0.0   | 0.0   | 0.0 |

## الوبائيات
تعتمد النسبة المئوية للوفيات من المصابين على توفر الرعاية الصحية والتوزع العمري والمشاكل الصحية المزمنة لدى المجموعة السكانية، بالإضافة إلى عدد الحالات غير المشخصة. حددت الدراسات الإحصائية الأولية هذه النسبة بين 2% و3%؛ في يناير من عام 2020 ذكرت منظمة الصحة العالمية أن نسبة الوفيات تصل إلى 3% تقريبًا، و2% في فبراير 2020 في مقاطعة هوبي الصينية. تذكر إحصائيات أخرى لنسب الوفيات، معدَّلة حسب اختلاف وقت تأكيد الوفاة أو الشفاء، أرقامًا أخرى هي 7% و33% على الترتيب للأشخاص في ووهان بتاريخ الحادي والثلاثين من يناير. أشارت مسودة ورقة بحثية غير مراجعة لخمس وخمسين حالة وفاة إلى أن التقديرات الأولية لنسبة الوفيات قد تكون مبالغًا بها لأنها تغفل نسبة الإصابات غير العرضية. قدرت هذه الدراسة متوسطًا لنسبة العدوى إلى الوفاة (نسبة الوفيات إلى جميع المصابين بالإضافة إلى المرضى غير العرضيين) بنحو 0.8% إلى 0.9%. أدى تفشي المرض في عامي 2019 و2020 إلى 198,004 عدوى مثبتة و7,948 وفاة.
في دراسة بالملاحظة على تسعة أشخاص، لم تُسجل أية حالة انتقال عمودي (من الأم المصابة إلى طفلها حديث الولادة). إضافة إلى ذلك، لم تجد دراسة توصيفية في ووهان دليلًا على الانتقال الفيروسي من خلال الجنس المهبلي (من الأنثى إلى الشريك الجنسي)، لكن الباحثين يشيرون إلى إمكانية انتقال الفيروس بطرق أخرى أثناء ممارسة الجنس.

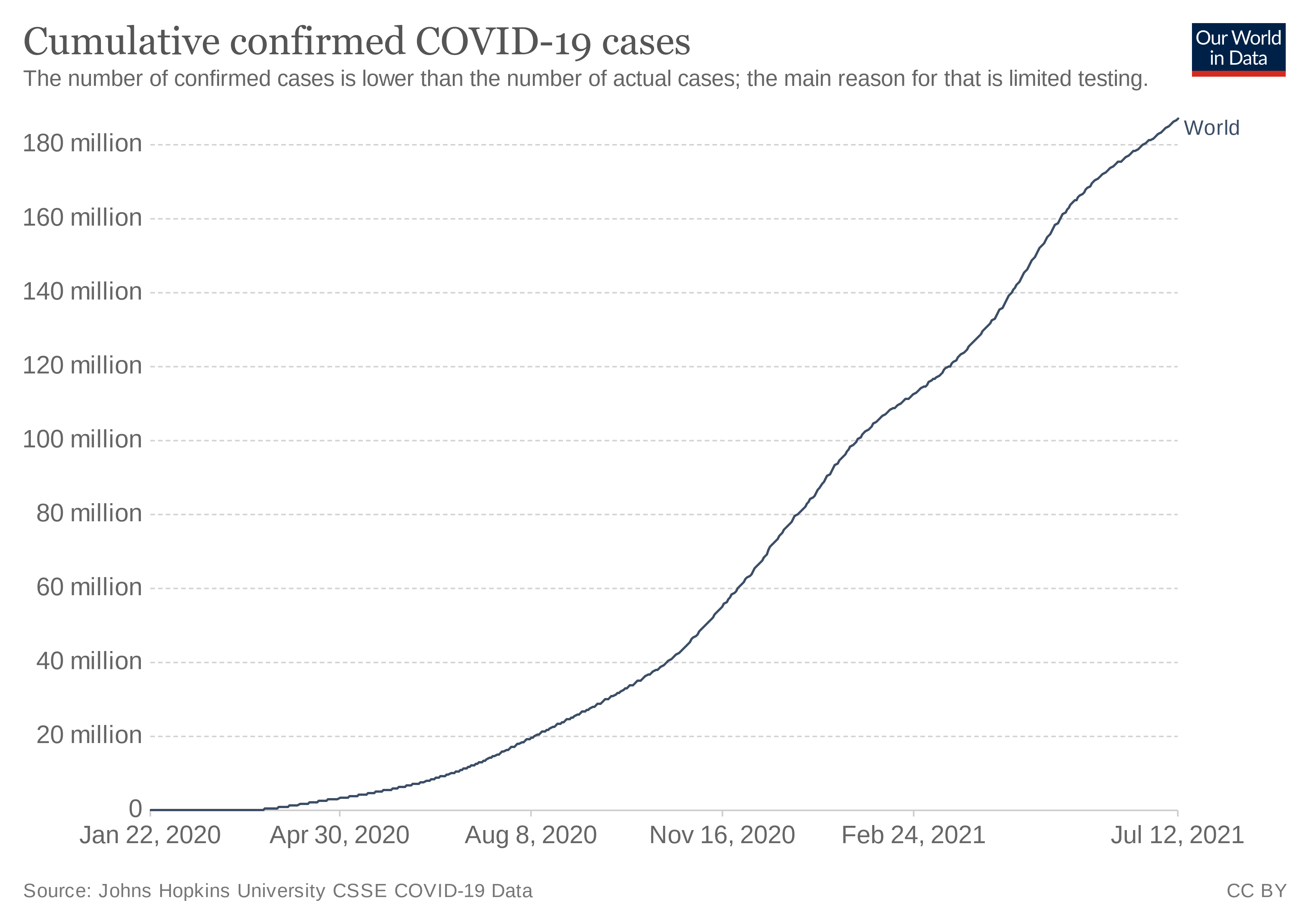
مجموع الحالات المؤكدة
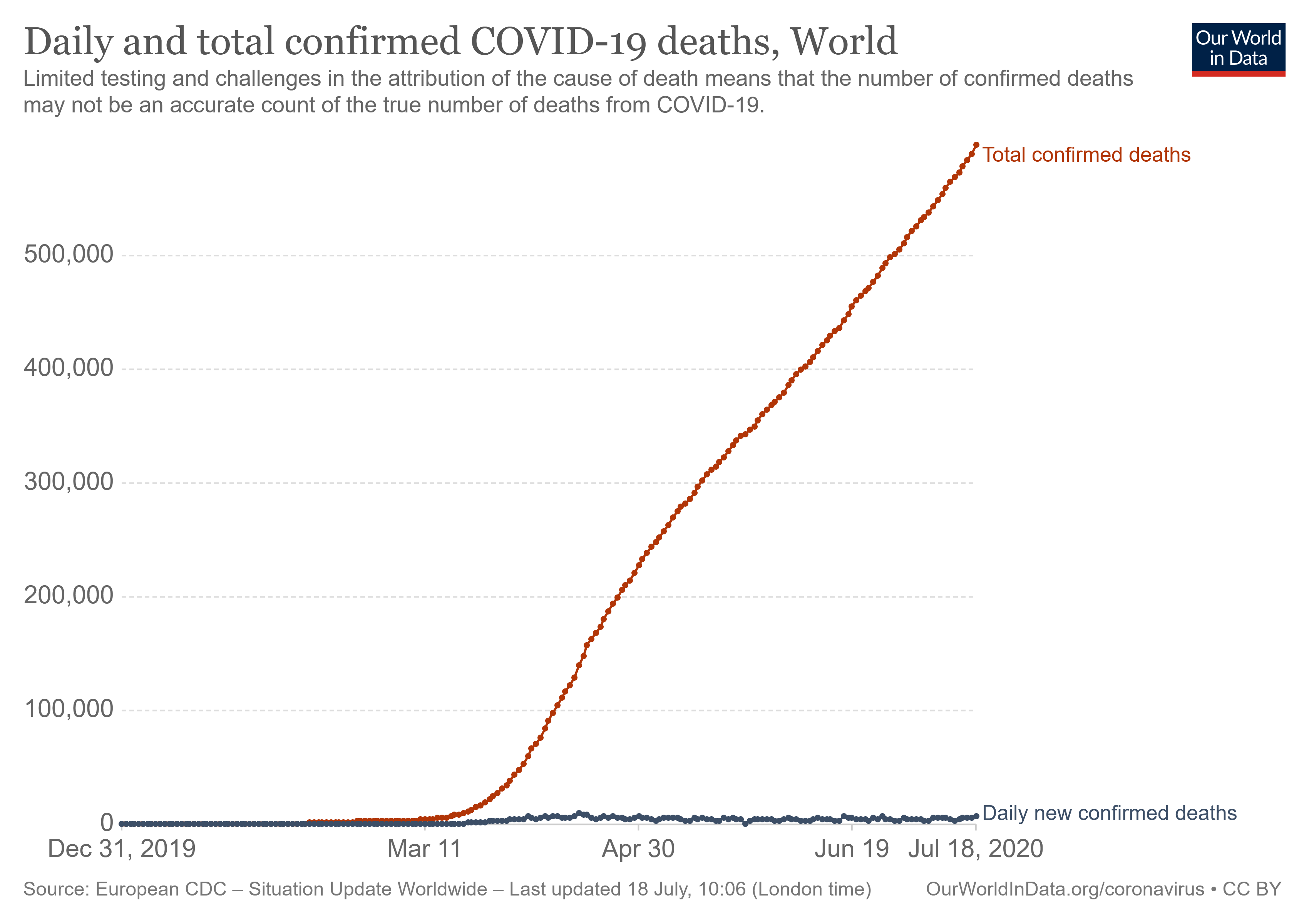
مجموع الوفيات المؤكدة
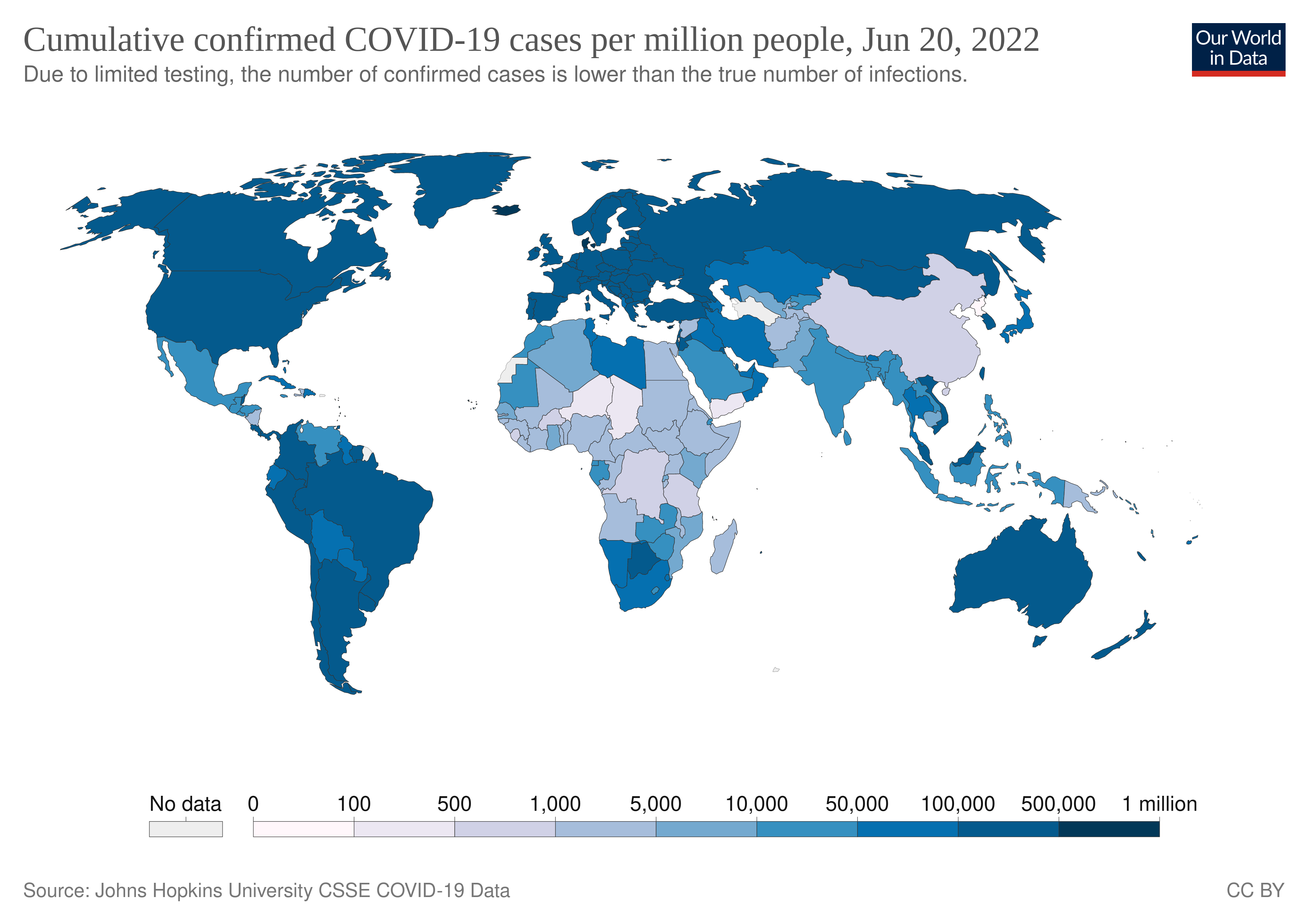
مجموع الحالات المؤكدة عالميًا حتى 20 مارس
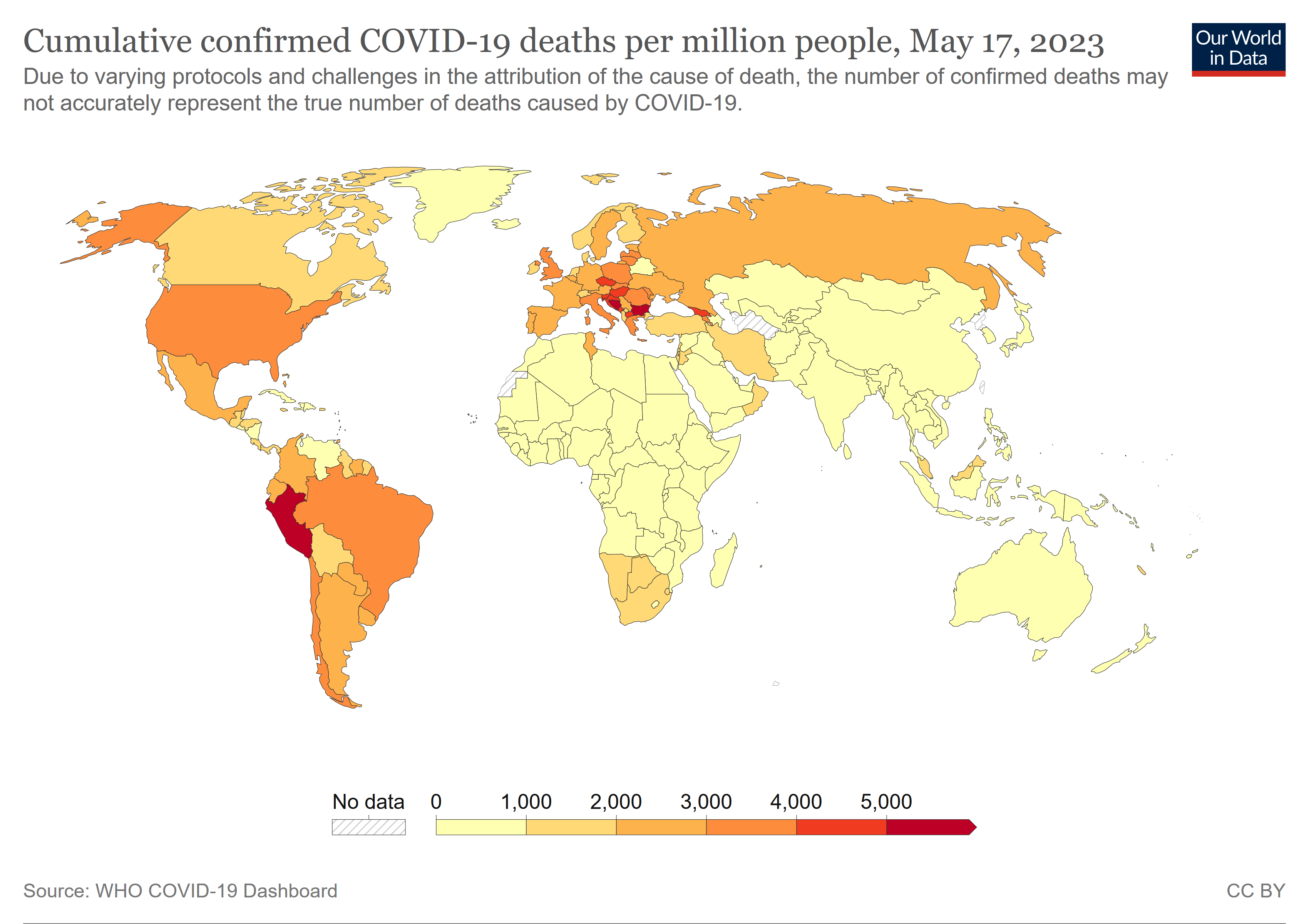
مجموع الوفيات المؤكدة عالميا حتى 20 مارس

## الأبحاث
نظرًا لدوره الهام في نقل وتطور المرض، كان الإنزيم المحول للأنجيوتنسين 2 محط تركيز نسبة كبيرة من الدراسات، واقتُرح بناء عليه عدد من المقاربات العلاجية.

### اللقاح

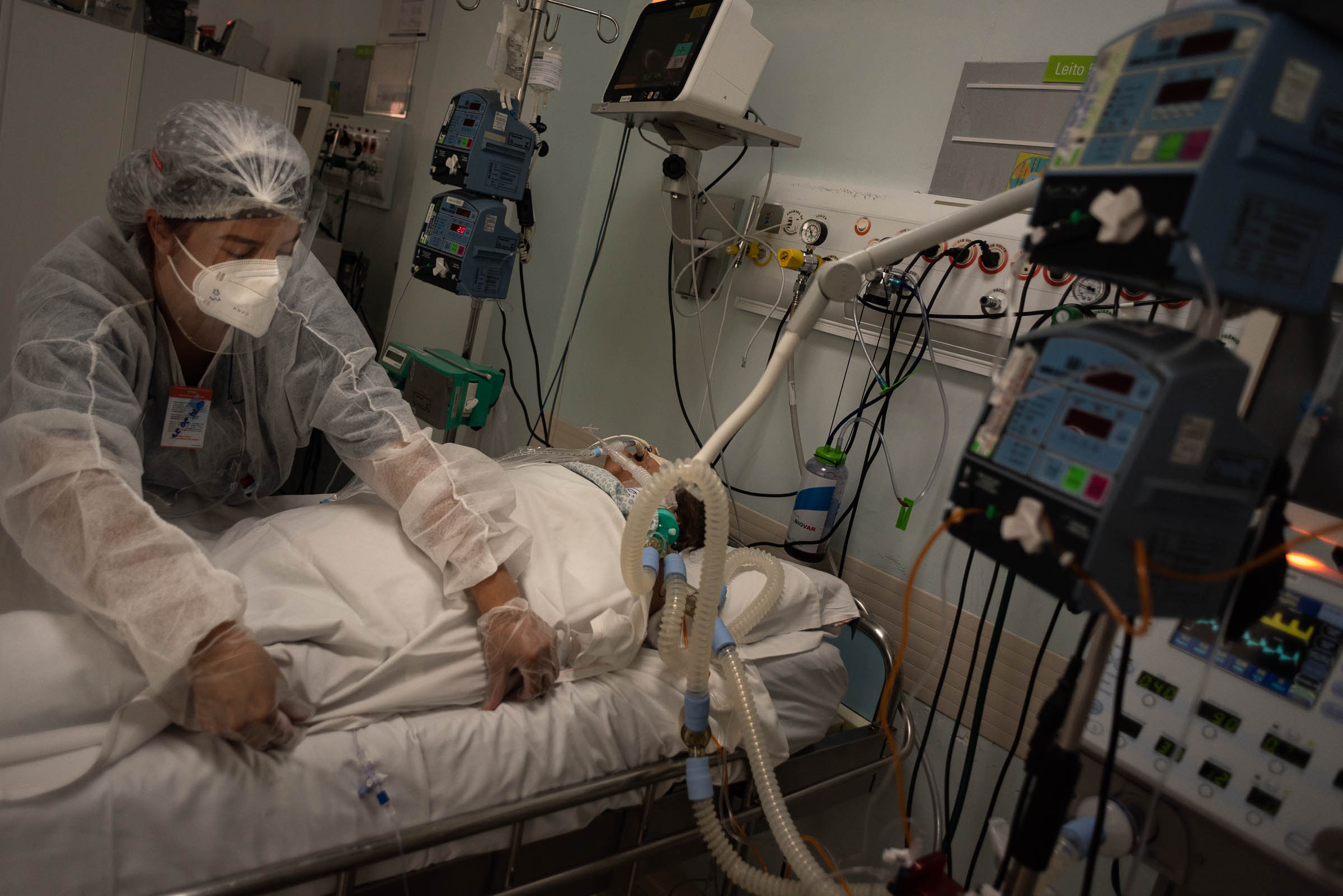

يوجد حتى الآن ثمانية لقاحات مرخّصة لكوفيد-19، وهي تشمل لقاحات فايزر-بيونتك ومودرنا وأسترازينيكا وسبوتنيك وسينوفاك وسينوفارم وجونسن آند جونسن، ضمن غيرها. تفيد الدراسات والعمل السابق المرتبط بلقاح فيروس كورونا المرتبط بالمتلازمة التنفسية الحادة الشديدة (سارس كوف) لأنه يشابه الفيروس المستجد (سارس كوف 2) في العديد من خصائصه إذ يستخدم النوعان الإنزيم المحول للأنجوتنسين 2 كطريق لاجتياح الخلايا البشرية. يدرس العلماء ثلاث استراتيجيات للقاح.
أولًا، يهدف الباحثون إلى بناء لقاح فيروسي كامل. يهدف استخدام هذا الفيروس –إن كان مثبطًا أو مقتولًا– إلى تحريض استجابة مناعية فورية من جسم الإنسان ضد عدوى جديدة بكوفيد-19. الاستراتيجية الثانية هي لقاحات تحت الوحدات، وهي تهدف إلى تكوين لقاح يحسس الجهاز المناعي ضد أجزاء معينة من الفيروس. في حالة فيروس كورونا 2 المرتبط بالمتلازمة التنفسية الحادة الشديدة، تركز هذه الأبحاث على بروتين الناتئ-إس الذي يساعد الفيروس على الاندخال في الإنزيم المحول للأنجيوتنسين 2. الاستراتيجية الثالثة هي اللقاحات المعتمدة على الحمض النووي (لقاحات الحمض النووي الريبوزي والحمض النووي الريبوزي منقوص الأكسجين، وهي تقنية جديدة لتركيب اللقاحات). يجب اختبار اللقاحات التجريبية العائدة إلى أي من هذه التقنيات للتأكد من أمانها وفاعليتها. في السادس عشر من مارس 2020، بدأت التجربة السريرية الأولى للفيروس بأربعة متطوعين في سياتل. يحتوي اللقاح على شيفرة وراثية غير مؤذية منسوخة من الفيروس الذي يسبب المرض.

### الأدوية المضادة للفيروسات
لم توافق منظمة الصحة العالمية على أي دواء لعلاج الإنتانات بفيروس كورونا لدى البشر على الرغم من أن السلطات الصحية الكورية والصينية تنصح باستخدام بعض هذه الأدوية. بدأت تجربة العديد من الأدوية المضادة للفيروسات لعلاج كوفيد-19 ومن ضمنها أوسيلتاميفير ولوبينافير/ريتونافير وغانسيكلوفير وفافيبيرافير وبالوكسافير ماربوكسي وأوميفينوفير والإنترفيرون ألفا، لكن في الوقت الحالي لا تتوفر بيانات تدعم فائدة استخدامها. تنصح السلطات الصحية الكورية باستخدام لوبينافير/ريتونافير أو الكلوروكين أما النسخة السابعة من التوصيات اليابانية فتنصح باستخدام لوبينافير/ريتونافير وريبافيرين وكلوروكين و/أو أوميفينوفير.
بدأت الأبحاث الهادفة إلى إيجاد علاجات ممكنة للمرض في يناير من عام 2020، كما أن عددًا من الأدوية المضادة للفيروسات دخلت فعلًا في التجارب السريرية. على الرغم من أن الأدوية الجديدة كليًا قد تحتاج إلى وقت لتطويرها وقد يتأخر ظهورها حتى عام 2021، لكن عددًا من الأدوية المُجربة حاليًا مصرح به بالفعل لعلاج أمراض فيروسية أخرى، أو دخل التجارب المتقدمة قبل التصريح الرسمي بالاستخدام.
يمكن لدواءي ريمديسيفير وكلوروكين تثبيط الفيروس التاجي بفعالية خلال التجارب في الزجاج (ضمن المخبر). يخضع ريمديسيفير للتجربة في الولايات المتحدة والصين. تظهر النتائج الأولية من دراسة متعددة المراكز فعالية الكلوروكين وأمانه في علاج ذات الرئة الناتجة عن كوفيد-19، بالإضافة إلى «تحسين الموجودات الشعاعية للرئتين وتنشيط الانقلاب المصلي للفيروس إلى السلبية وتقصير أمد الإصابة بالمرض».
في السادس عشر من مارس عام 2020، أعلن مستشار الحكومة الفرنسية حول كوفيد-19 البروفسور ديدييه رو أن دراسة أجريت على 24 مريضًا من الجنوب الشرقي لفرنسا أظهرت فعالية الكلوروكين كعلاج فعال لكوفيد-19. عولج هؤلاء المرضى بجرعة 600 مغ من الهيدروكسيكلوروكين يوميًا لمدة عشرة أيام. أدى ذلك إلى «تعجيل سريع وفعال في عملية الشفاء، وانخفاض حاد في الوقت الذي بقي فيه الأشخاص معدين للآخرين». في حين يملك الكلوروكين تاريخًا مطولًا من الأمان، يخضع المرضى إلى مراقبة لصيقة من أجل تحري التداخلات الدوائية والتأثيرات الجانبية الخطرة المحتملة للدواء. قال البروفسور رو: «شملنا في هذه التجربة جميع من كانوا موافقين [على العلاج]، والذين كانوا الجميع تقريبًا. قدمت مدينتان في البروتوكول هما نيس وأفينيون لنا المرضى [المصابين بالعدوى] الذين لم يكونوا قد حصلوا على علاج بعد... تمكننا من تأكيد أن المرضى الذين لم يتلقوا بلاكينيل (الدواء الحاوي على هيدروكسيكلوروكين) كانوا لا يزالون معدين بعد ستة أيام، أما بالنسبة إلى الذين تلقوا بلاكينيل، بعد ستة أيام، كان 25% منهم معدين فقط».
في أستراليا، أعلن مدير مركز البحث السريري التابع لجامعة كوينزلاند البروفسور ديفيد باترسون عن نيته إجراء دراسة سريرية واسعة لاختبار فعالية كل من كلوروكين ولوبينافير/ريتونافير كعلاجات لكوفيد-19. سوف تقارن هذه الدراسة فعالية كل دواء منهما مع الدواء الآخر ومع فعالية إعطاء مشاركة من النوعين الدوائيين. يأمل البروفسور باترسون بالبدء بهذه التجربة بحلول نهاية مارس 2020. تحدث رجل الأعمال والمخترع المشهور إيلون ماسك على تويتر أيضًا حول أهمية الكلوروكين كعلاج لكوفيد-19، إذ أشار إلى ورقة بحثية نشرها باحثون أمريكيون في الثالث عشر من مارس عام 2020 دعمت بقوة استخدام الدواء.
أظهرت الدراسات الحديثة أن التجهيز البدئي للبروتين الناتئ عبر إنزيم البروتياز سيرين 2 العابر للغشاء (تي إم بي آر إس إس 2) ضروري من أجل دخول فيروسات سارس كوف 2 وسارس كوف وميرس كوف (المسؤول عن متلازمة الشرق الأوسط التنفسية عام 2012) من خلال التفاعل مع مستقبل الإنزيم المحول للأنجيوتنسين 2. تقترح هذه الموجودات أن مركب كاموستات المثبتط لإنزيم تي إم بي آر إس إس 2، المصرح باستخدامه السريري في اليابان من أجل كبح التليف في الداء الكلوي والكبدي وعلاج التهاب المريء التالي للجراحة والتهاب البنكرياس، يمكن أن يقدم خيارًا علاجيًا فعالًا خارج التوصيات.

### العلاج السلبي بالأضداد
يعقد بعض العلماء أملًا على التبرع بالدم من الأشخاص الذين كانوا مصابين سابقًا وتعافوا من كوفيد-19، وهي إستراتيجية جُربت أيضًا خلال وباء سارس الذي يُعتبر نسيبًا سابقًا لكوفيد-19. آلية عمل هذه الطريقة هي نقل الأضداد التي ينتجها الجهاز المناعي للأشخاص المتعافين من الفيروس بشكل طبيعي إلى الأشخاص الذين يحتاجون هذه الأضداد، وهو من أشكال التمنيع غير المعتمد على اللقاحات.
تعتبر هذه الاستراتيجية العلاجية المصلية النقاهية (العلاج بالمضاد المصلي) مشابهة لاستخدام الغلوبولين المناعي لفيروس التهاب الكبد ب للوقاية من العدوى بهذا الفيروس، أو استخدام الغلوبولين المناعي البشري للكلِب في علاج الكلب. يمكن أن تأتي أشكال أخرى من العلاج السلبي بالأضداد، مثل العلاج بالأضداد وحيدة النسيلة المصنعة في وقت لاحق مع التطور الصيدلي الحيوي، لكن إنتاج المصل النقاهي يمكن أن يزداد من أجل تطبيق أكثر سرعة.